# I Liceum Ogólnokształcące im. Mikołaja Kopernika w Katowicach
I Liceum Ogólnokształcące z Oddziałami Dwujęzycznymi im. Mikołaja Kopernika w Katowicach – publiczne liceum ogólnokształcące w Zespole Szkół Ogólnokształcących nr 1 im. Mikołaja Kopernika w Katowicach, położone przy ulicy H. Sienkiewicza 74, na terenie dzielnicy Śródmieście. 
Historia szkoły sięga 1898 roku, kiedy to założono Miejską Szkołę Realną. W latach 1906–1950 szkoła swoją siedzibę miała w gmachu przy ulicy Jagiellońskiej 28. Szkoła specjalizuje się w nauczaniu przedmiotów matematyczno-przyrodniczych, a także jest jednym z dwujęzycznych liceów z francuskim językiem nauczania.

## Historia

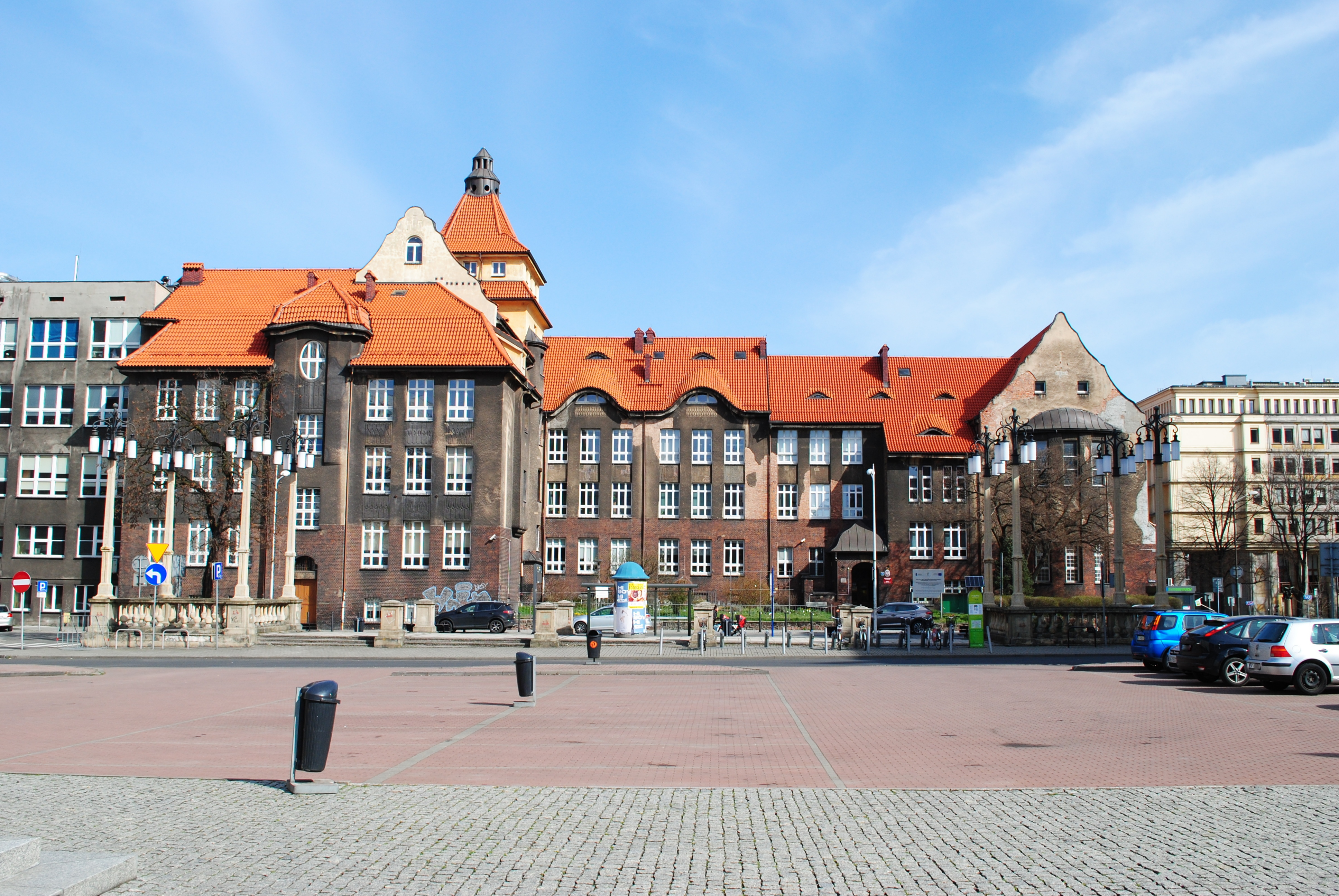
Gmach przy ulicy Jagiellońskiej 28 w Katowicach – siedziba szkoły w latach 1898–1950

Początki I Liceum Ogólnokształcącego sięgają końca XIX wieku, kiedy to w 1898 roku została założona szkoła realna o profilu matematyczno-przyrodniczym dla młodych mężczyzn. Zamysł jej powstania został zatwierdzony przez katowicki magistrat 5 lutego 1895 roku. Od Wielkanocy 1896 roku w klasach trzecich męskiej szkoły średniej rozpoczęto realizację zajęć zgodnych z planem szkoły realnej, a 1 kwietnia 1898 roku weszły one w skład nowo utworzonej Miejskiej Szkoły Realnej (niem. Städtische Realschule), nad którą nadzór objęło Kolegium Prowincjalne we Wrocławiu. Oficjalnie nową szkołę otwarto 13 kwietnia tego samego roku. Miała ona charakter symultanny. Pierwszą siedzibę miała ona przy ówczesnej Schulstrasse (późniejsza ulica Szkolna), dzieląc ją ze szkołą ludową. Pierwszym dyrektorem placówki został Jakob Hacks, który zaszczepiał w uczniach ducha liberalizmu. Oficjalnie stanowisko dyrektora objął 4 listopada 1899 roku.
W 1902 roku dzięki znowelizowanemu prawu oświatowemu placówkę przekształcono w wyższą szkołę realną (niem. Oberrealschule), co gwarantowało uczniom najwyższych klas uzyskanie świadectwa maturalnego oraz możliwość kontynuacji nauki na studiach uniwersyteckich. Pierwszy egzamin maturalny przeprowadzono w 1905 roku – zdało go 12 uczniów. Od 1909 roku integralną częścią szkoły stanowiły klasy wstępne. W ramach przedmiotów dodatkowych prowadzono zajęcia ze stenografii (od 1900 roku), łaciny (od 1906 roku) i języka rosyjskiego (od 1913 roku). W szkole realnej działały m.in. stowarzyszenia pływackie i gimnastyczne, orkiestra szkolna oraz Stowarzyszenie Absolwentów Szkoły Realnej (niem. Verein ehemaliger Oberrealschüler).
Z powodu wzrostu liczby uczniów zaistniała potrzeba wzniesienia nowego budynku dla szkoły realnej. W 1903 roku rozpoczęto budowę gmachu przy ówczesnej Prinz-Heinrich-Strasse (późniejsza ulica Jagiellońska). Nowy budynek został oddany do użytku 14 sierpnia 1906 roku. Wyposażono go w aulę oraz salę gimnastyczną. W 1914 roku szkoła otrzymała status gimnazjum miejskiego.
W czasie I wojny światowej ograniczono funkcjonowanie szkoły, a wielu uczniów podjęło pracę pomocniczą przy linii frontu, w szpitalach polowych oraz placówkach opieki. Społeczność szkoły zaangażowała się także w zbieranie środków finansowych dla Czerwonego Krzyża oraz organizację paczek świątecznych dla żołnierzy. Gmach szkoły oddano do dyspozycji kwaterujących w Katowicach oddziałów oraz szpitala, a także stał się tymczasową siedzibą dla żeńskiej szkoły ludowej oraz szkoły rzemieślniczej – zajęcia prowadzono w godzinach popołudniowych.
Po 1922 roku gimnazjum zyskało polski charakter, a na bazie przedwojennej szkoły realnej powstała Komunalna Wyższa Szkoła Realna. Początkowo niemiecki dyrektor szkoły oraz nauczyciele nie stosowali się do zarządzeń Wydziału Oświecenia Publicznego, przez co w 1923 roku szkołę zamknięto, a wszystkich nauczycieli zwolniono pomimo ich dożywotniego mianowania. Szkoła rozpoczęła pracę w roku szkolnym 1923/1924, a w 1924 roku przyjęła nazwę Miejskie Gimnazjum Matematyczno-Przyrodnicze. W 1927 roku nadano jej imię Mikołaja Kopernika. Pierwszym kierownikiem szkoły w latach międzywojennych był Józef Wolff. W 1932 roku przeniesiono uczniów z klas niemieckich do szkół w Królewskiej Hucie (późniejszy Chorzów). W tym samym roku placówka zyskała nazwę Miejskie Gimnazjum i Liceum Męskie im. Mikołaja Kopernika. Do wybuchu II wojny światowej szkołę ukończyło 511 uczniów, a do najważniejszych inicjatyw w tym okresie należały zajęcia drużyny harcerskiej oraz kół przedmiotowych. Redagowano także pismo „Kuźnia Młodych”.
W okresie niemieckiej okupacji placówkę przekształcono w I Wyższą Szkołę dla Chłopców (niem. Oberschule für Jungen nr I). W 1941 roku prowadzono zajęcia w systemie ośmioklasowym, a naukę pobierało wówczas 355 uczniów w 15 oddziałach. Zatrudnionych było wówczas 23 nauczycieli. W 1944 roku uczyło się tutaj 292 osób.
Po wyzwoleniu Katowic z niemieckiej okupacji wznowiono działalność szkoły. Naukę rozpoczęto 6 marca 1945 roku. Do 1948 roku placówka funkcjonowała jako Szkoła Ogólnokształcąca Stopnia Podstawowego i Licealnego im. Mikołaja Kopernika, tracąc przy tym swój pierwotny, matematyczno-przyrodniczy charakter.

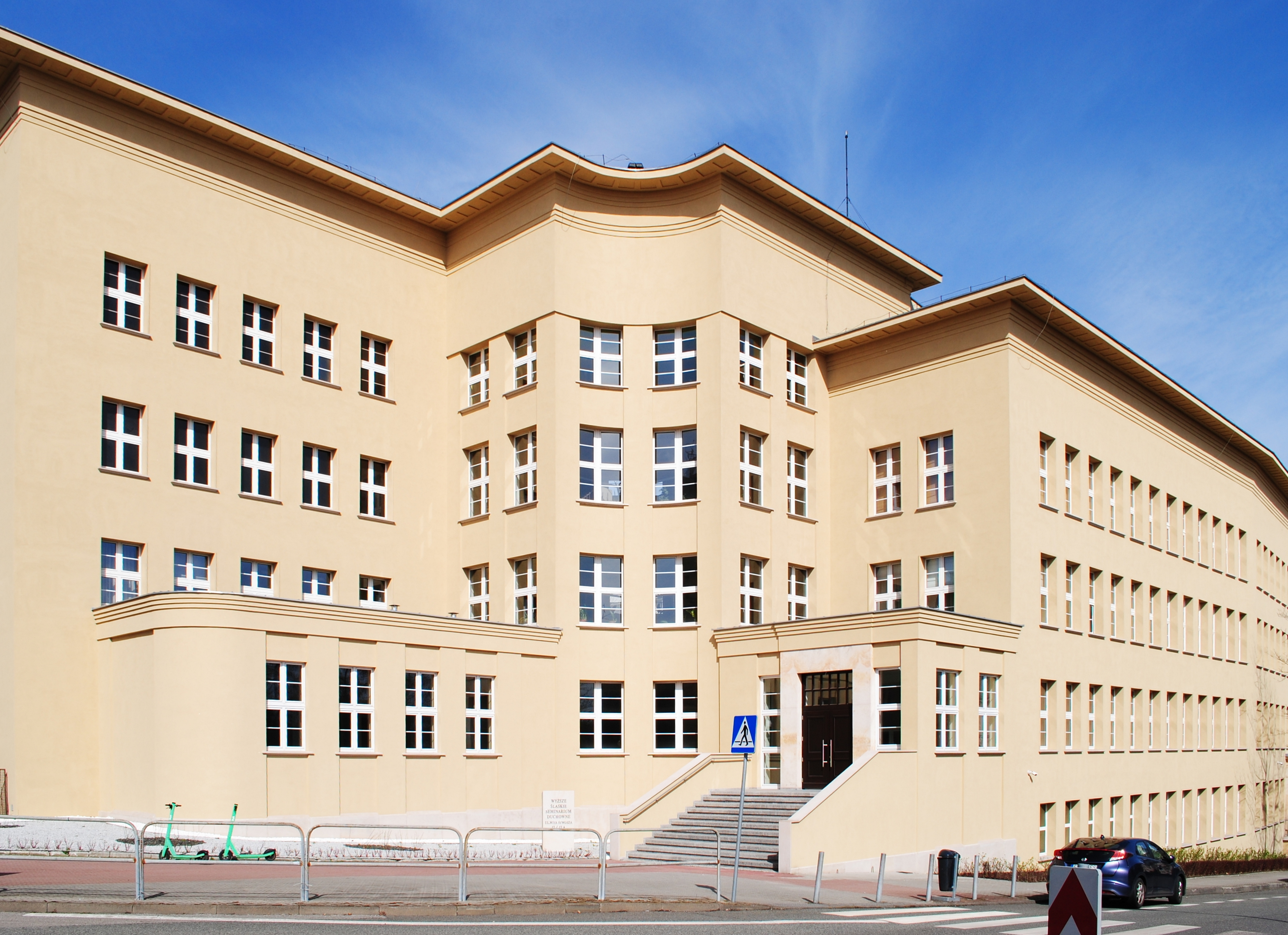
Gmach Wyższego Śląskiego Seminarium Duchownego w Katowicach przy ulicy W. Stwosza 17 – siedziba szkoły w latach 1950–1966

W 1950 roku szkołę przeniesiono do nowej siedziby, zajmując pomieszczenia zlikwidowanego w tym samym czasie Katolickiego Liceum św. Jacka przy ulicy W. Stwosza 17 (obecny gmach Wyższego Śląskiego Seminarium Duchownego). W dotychczasowym budynku przy ulicy Jagiellońskiej umieszczono Studium Nauczycielskie, a od 1970 roku Wydział Biologii Uniwersytetu Śląskiego w Katowicach (późniejsza część Wydziału Nauk Przyrodniczych Uniwersytetu Śląskiego). W 1961 roku, w związku z niewystarczająca dla potrzeb szkoły ilością pomieszczeń w nowej siedzibie oddzielono szkołę podstawową, a szkoła średnia stała się I Liceum Ogólnokształcącym im. Mikołaja Kopernika.
W 1960 roku pracownicy Komendy Wojewódzkiej Milicji Obywatelskiej w Katowicach postanowili ufundować ze swoich składek budynek szkoły dla I Liceum Ogólnokształcącego. Nowy gmach szkolny stanął przy ulicy H. Sienkiewicza 74. Został on oddany do użytku 4 lutego 1966 roku. W 1963 roku z inicjatywy Izabeli Markiewicz rozpoczęto eksperyment pedagogiczny, w którym zaczęto nauczać nauczaniu języka francuskiego w poszerzonym wymiarze godzin.
W 1990 roku I Liceum Ogólnokształcące jako jedna z pięciu w Polsce szkół otrzymała propozycję od Ambasady Francji w Warszawie i Ministerstwa Edukacji Narodowej uruchomienia klas dwujęzycznych. W roku szkolnym 1991/1992 otwarto wstępną dwujęzyczną klasę o pięcioletnim cyklu kształcenia, a w roku szkolnym 1993/1994 klasę matematyczno-przyrodnicza, której program nauczania nawiązywał do przedwojennej tradycji szkoły. W roku szkolnym 1995/1996 po raz pierwszy przystąpiono do matury dwujęzycznej, a w 1998 roku otwarto klasę ogólną ze specjalnością dziennikarską.
1 września 1999 roku rozpoczęło działalność Gimnazjum nr 24 z Językiem Nauczania Francuskim w Katowicach, a także Zespół Szkół Ogólnokształcących im. Mikołaja Kopernika w Katowicach, w skład którego weszło I Liceum Ogólnokształcące i powołane wówczas gimnazjum. 1 września 2019 roku do Zespołu Szkół Ogólnokształcących Nr 1 im. Mikołaja Kopernika w Katowicach włączono Szkołę Podstawową Nr 37 im. ks. Jana Twardowskiego w Katowicach.

## Dyrektorzy
- Jakob Hacks (1899–1910)[3]
- Moritz Goldschmidt (1910)[16]
- Richard Bürger (1910–1914[3]; bądź do 1923[16])
- Georg Schneider (1914–?)[3]
- Józef Wolff (1922–1925)[8]
- dr Edward Czernichowski (komisarycznie; 1925)[8][9]
- dr Feliks Steuer (1925–1939, 1945)[8][17]
- dr Władysław Bryniarski (1945–1950)[17]
- Henryk Miłka (1950)[17]
- Jan Śliwa (1950)[17]
- dr Józef Pęksa (1950–1951)[17]
- Tadeusz Poniewierski (1951–1956)[17]
- Kazimierz Raczek (1956–1967)[17]
- Józef Rąba (1967–1976)[17]
- Jerzy Surman (1976–1987)[16]
- Teresa Wierzbicka (1987–2009)[16]
- Witold Terlecki (od 2009)[16]

## Charakterystyka
I Liceum Ogólnokształcące im. Mikołaja Kopernika z Oddziałami Dwujęzycznymi w Katowicach jest szkołą publiczną, realizujące programy nauczania uwzględniające podstawę programową kształcenia ogólnego. Prowadzi oddziały ogólne, a także oddziały dwujęzyczne (polski i francuski) i z przedmiotami, które są nauczane w zakresie rozszerzonym. W roku szkolnym 2024/2025 działały następujące klasy: wstępna dwujęzyczna z językiem francuskim, dwujęzyczna z językiem francuskim, matematyczno-medyczna i medialno-językowa.
Szkoła jest częścią Zespołu Szkół Ogólnokształcących nr 1 im. Mikołaja Kopernika, w skład zespołu wchodzi także Miejskie Przedszkole nr 35 w Katowicach i Szkoła Podstawowa nr 37 im. ks. Jana Twardowskiego z Oddziałami Dwujęzycznymi w Katowicach. Zespół ten jest jedną z jednostek organizacyjnych miasta Katowice.
Siedziba szkoły znajduje się przy ulicy H. Sienkiewicza 74 w Katowicach, na terenie dzielnicy Śródmieście. Składa się z trójkondygnacyjnej części dydaktycznej z pracowniami przedmiotowymi połączonej przewiązką z częścią administracyjną, świetlicą, kuchnią oraz salą gimnastyczną z zapleczem i pracownią techniczną. Wokół szkoły znajdują się boiska sportowe.
Dyrektorem szkoły według stanu na 2025 rok jest Witold Terlecki, a wicedyrektorem Marzena Szumska. Patronem szkoły jest Mikołaj Kopernik. 
Szkoła systematycznie organizuje wyjazdy zagraniczne, zwłaszcza do Francji (w tym do Paryża czy na Lazurowe Wybrzeże). Organizowane są tu również projekty, których celem jest rozwijanie umiejętności krytycznego myślenia. Szkoła zapraszana jest do udziału w projekcie Model International Criminal Court, a od 2009 roku działa w szkole koło debat oksfordzkich. Organizowany jest corocznie Tydzień Integracji, Koncert Charytatywny Kopernika czy Tydzień Kultury Śląska.
W rankingu liceów w Katowicach za 2024 roku prowadzonym przez portal waszaedukacja.pl szkoła zajęła 3. miejsce.

## Znani pracownicy
- Paweł Ciećwierz – pisarz fantasy i science fiction, nauczyciel[29][30]
- Longin Kozub – duchowny rzymskokatolicki, katecheta[31]
- Elżbieta Kraska – posłanka na Sejm PRL, nauczycielka[32]
- Feliks Steuer – dyrektor Państwowego Gimnazjum Klasycznego w Katowicach i Miejskiego Gimnazjum Matematyczno-Przyrodniczego w Katowicach w okresie międzywojennym[33]

## Znani absolwenci
- Antoni Balcar – działacz gospodarczy, narodowy i społeczny[34]
- Zuzanna Bijoch – modelka[27]
- Krystyna Bochenek – dziennikarka i publicystka, wicemarszałkini Senatu Rzeczypospolitej Polskiej[35]
- Jerzy Gorzelik – historyk sztuki, nauczyciel akademicki[36][37]
- Bogumił Kobiela – aktor teatralny i filmowy[38]
- Stanisław Kwaśniewicz – architekt[39]
- Jacek Lyszczyna – historyk literatury[40]
- Ewa Trzebińska – szpadzistka[41]
- Marek Wójcik – polityk, poseł na Sejm Rzeczypospolitej Polskiej, wojewoda śląski[42]
- Arnold Zweig – pisarz[5]